# Lista delle locomotive a vapore della Great Western Railway
In questa pagina sono elencate le locomotive prodotte per e dalla Great Western Railway (GWR), dal 1835 al 1948. Le locomotive sono elencate in base all'ingegnere che le progettò, quindi in ordine cronologico.

## Livree
Per la maggior parte dell'esistenza della GWR, le sue locomotive erano verniciate di verde cromo medio. Le targhette con i nomi e i numeri sono in ottone lucidato su un supporto nero, e anche le finiture del fumaiolo sono in ottone.

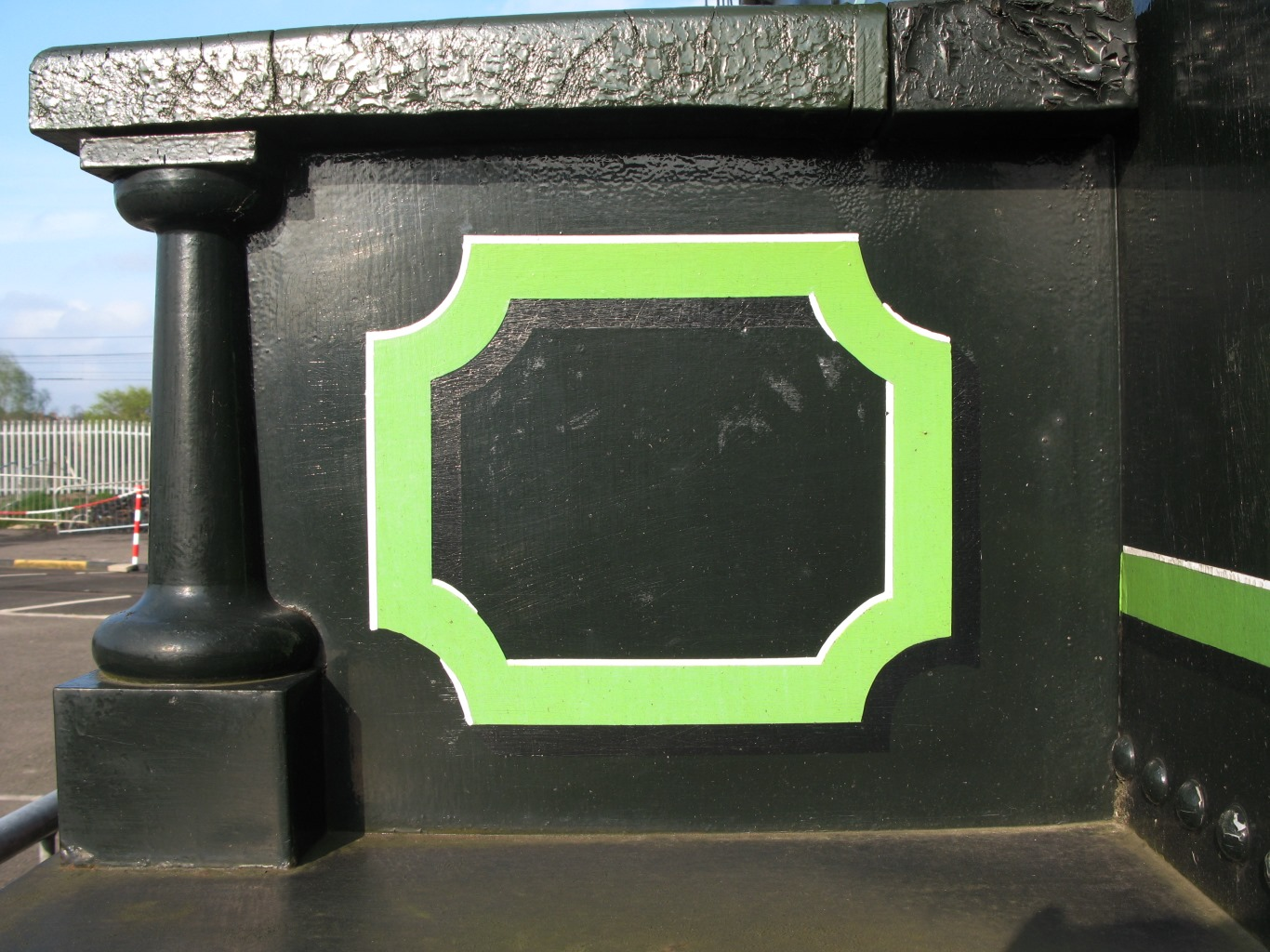
Un tender di una locomotiva GWR Classe Iron Duke: verde agrifoglio con bordi verde chiaro
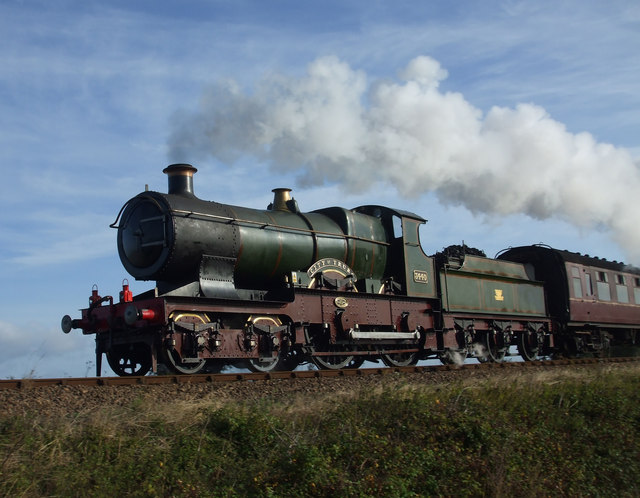
La locomotiva City of Truro: verde cromo con strisce arancioni e telaio rosso
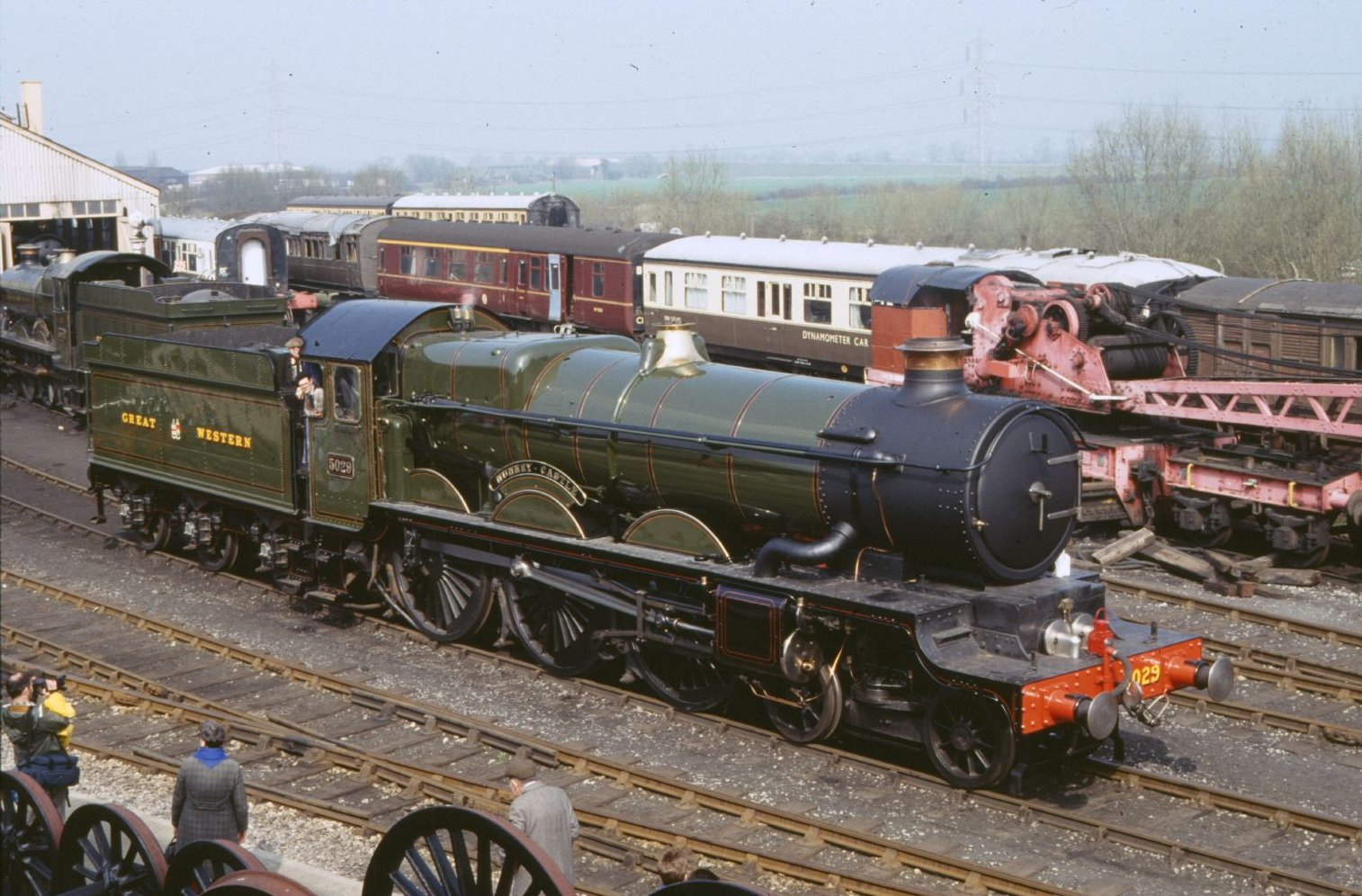
Una locomotiva GWR Classe 4073: verde cromo medio, strisce arancioni e telaio nero
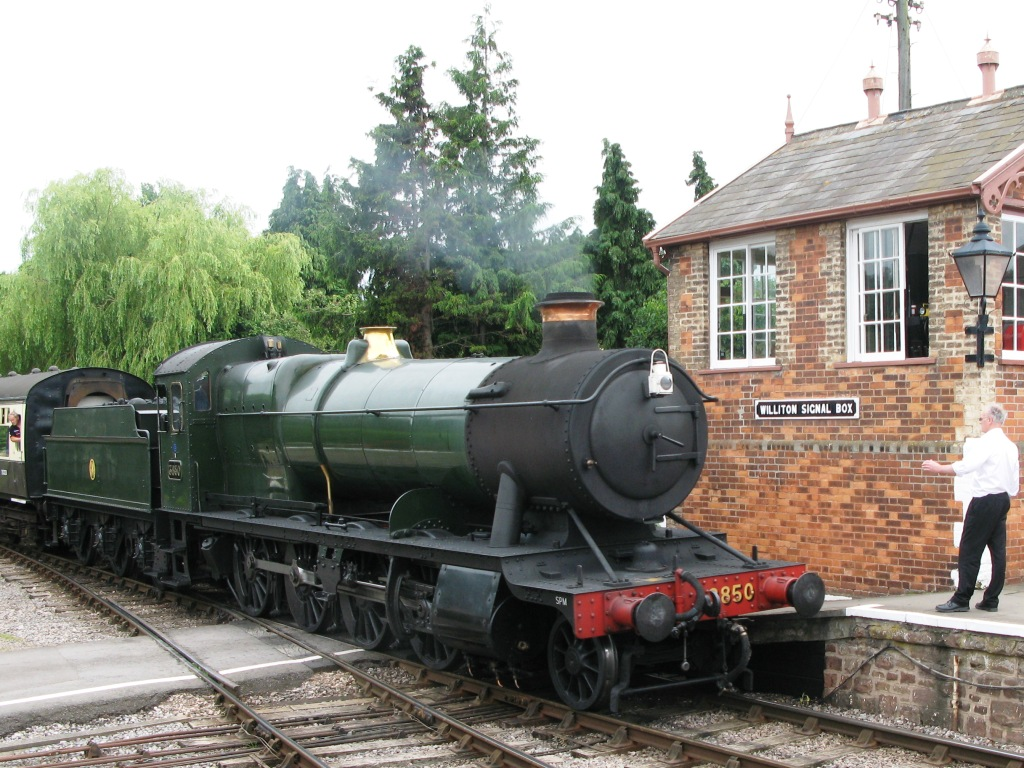
Una locomotiva GWR Classe 2284: verde cromo medio, senza strisce, telaio nero

## Locomotive di Isambard Kingdom Brunel (1835-1837)
Brunel elaborò le specifiche per le prime locomotive a vapore GWR, che tuttavia non ebbero particolare successo. Egli richiese innovazioni che vennero sperimentate sulle locomotive Haigh Foundry con trasmissione ad ingranaggi e sulle locomotive Hurricane e Gromoboy, locomotive ordinate da Brunel e progettate dall'ingegnere Thomas Elliot Harrison, nelle quali il motore e la caldaia erano posizionati su telai separati.
- Locomotive GWR Haigh Foundry: consegnate nel 1838
- Locomotive Hurricane e Thunderer: costruite dalla R and W Hawthorn.
- Locomotive GWR Mather, Dixon: sei consegnate nel 1837
- Locomotive GWR Sharp, Roberts
- Locomotive North Star e Morning Star: costruite dalla Robert Stephenson and Company, diverranno successivamente parte della GWR Classe Star
- Locomotive GWR Charles Tayleur

## Locomotive di Daniel Gooch (1837-1864)
Con Daniel Gooch, subentrato dopo Brunel, comparirono molte classi di locomotive di successo. Nel 1846 iniziò la produzione ferroviaria a Swindon, nei nuovi Swindon railway works. Con l'acquisizione delle linee Northern Standard Gauge nel 1854 arrivarono 56 locomotive, una seconda struttura con capacità di riparazione delle locomotive (i Wolverhampton Works) e l'ingegnere Joseph Armstrong. Per molti anni i Wolverhampton Works si occuparono della manutenzione delle locomotive a scartamento standard, anche se Daniel Gooch progettò alcune nuove locomotive che furono costruite a Swindon e trasportate a Wolverhampton su rimorchi speciali. 

### Scartamento largo
- GWR Classe Ariadne
- GWR Classe Banking
- GWR Classe Bogie
- GWR Classe Caesar
- GWR Classe Caliph
- GWR Classe Firefly
- GWR Classe Hercules
- GWR Classe Iron Duke
- GWR Classe Leo
- GWR Classe Metropolitan
- GWR Classe Premier
- GWR Classe Prince
- GWR Classe Pyragmon
- GWR Classe Star
- GWR Classe Sun
- GWR Classe Victoria
- GWR Classe Waverley

### Scartamento normale
- GWR Classe 57
- GWR Classe 69
- GWR Classi 77 e 167
- GWR Classe 79
- GWR Classe 91
- GWR Classe 93
- GWR Classe 131
- GWR Classe 157, o "Sharps"
- GWR Classe England
- GWR Classe 320
- GWR Classe 322, o "Bayer"

## Locomotive di Joseph Armstrong (1864-1877)
Nel 1864 Gooch venne sostituito da Joseph Armstrong, che applicò la sua esperienza con le locomotive a scartamento normale, acquisita sulla Northern Division, alle locomotive a scartamento largo più grandi. Progettò la classe Hawthorn di rodiggio 2-4-0 e, nel 1870, iniziò la ristrutturazione della Classe Iron Duke con caldaie più potenti. La conversione di molte linee a scartamento largo in scartamento normale comportò un periodo di consolidamento, ma nel 1876 la fusione con la Bristol and Exeter Railway e la South Devon Railway significò l'aggiunta di 180 locomotive alla flotta GWR. Per sostituire alcune di queste locomotive, Armstrong montò assi delle locomotive a scartamento largo sulle locomotive Classe 1076 a scartamento normale. Da quel momento in poi alle locomotive della GWR vennero assegnati anche numeri oltre che i nomi propri utilizzati in precedenza.

### Scartamento largo
- GWR Classe Sir Watkin
- GWR Classe Hawthorn
- GWR Classe Swindon
- GWR Classe Rover
- GWR Classe 388
- GWR Classe 1076

### Scartamento normale
- GWR Classe Queen
- GWR Classe Sir Daniel
- GWR Classi 7/8/30/32/110
- GWR Classe 17
- GWR Classe 56
- GWR Classe 111
- GWR Classe 302
- GWR Classe 360
- GWR Classe 439
- GWR Classe 455
- GWR Classe 481
- GWR Classe 806
- GWR Classe 927
- GWR Classe 1076 "Buffalo"

## Locomotive di William Dean (1877-1902)
Nel 1877 Armstrong morì a solo 60 anni. Dopo di lui subentrò William Dean. Dean modernizzò le locomotive Iron Duke, e introdusse locomotive basate su vecchie locomotive, come le Classe 388 di Armstrong. Inoltre, Dean progettò le elegantissime locomotive Classe 3031. 

### Scartamento largo
- Locomotive No.8, 14 e 16, delle locomotive sperimentali
- GWR Classe 3001
- GWR Classe 3501
- GWR Classe 3521

### Scartamento normale
- Locomotive sperimentali No.1, 7, 13, 17, 19, 36, 45
- GWR Classe 69
- GWR Classe 157 (William Dean)
- GWR Classe 1661
- GWR Classe 1813
- GWR Classe 1854
- GWR Classe 2021
- GWR Classe 2201
- GWR Classe 2301
- GWR Classe 2361
- GWR Classe 2600
- GWR Classe 2602
- GWR Classe 2721
- GWR Classe 3001
- GWR Classe 3031
- GWR Classe 3201
- GWR Classe 3206
- GWR Classe 3226
- GWR Classe 3232
- GWR Classe 3252
- GWR Classe 3300
- GWR Classe 3501
- GWR Classe 3521
- GWR Classe 3571
- GWR Classe 3600
- GWR Classe 4100

## Locomotive di George Churchward (1902-1922)

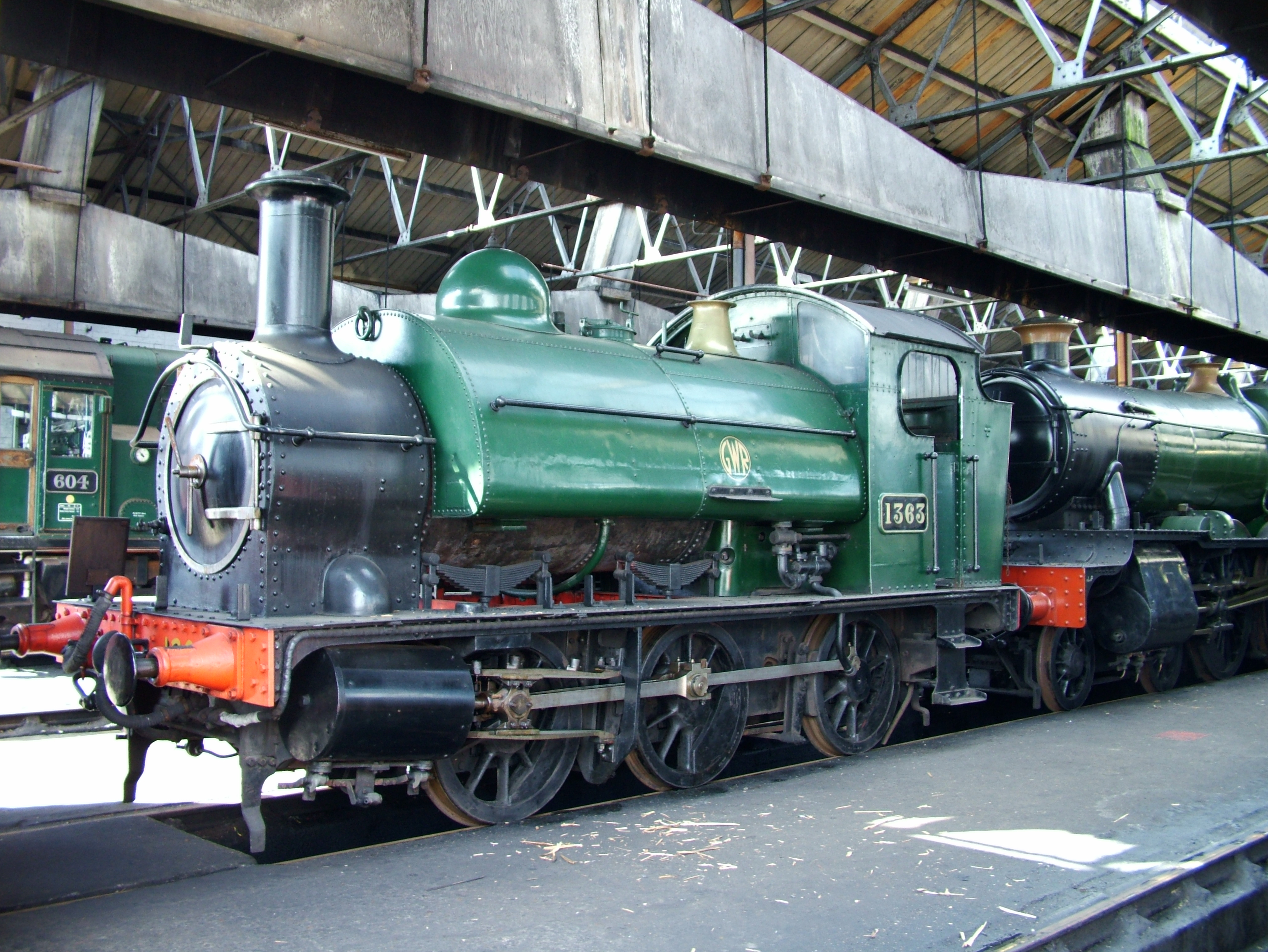
GWR Classe 1361 no.1363 al Didcot Railway Centre, 2005

George Jackson Churchward iniziò la sua carriera sulla South Devon Railway, quando lavorava alle officine di Newton Abbot. Dopo la fusione della compagnia, Churchward finì a lavorare a Swindon, e lavorò sotto Armstrong e Dean. Con lui ci furono grandi innovazioni. Nel 1903 introdusse le locomotive Classe 3700, o Classe City; una di queste era City of Truro, che l'anno seguente stabilì il record per la prima locomotiva a vapore ad aver superato i 161 km/h. Churchward fece ricostruire gli Swindon railway works, costruendo un nuovo spazio dedicato alla costruzione delle caldaie, e il primo impianto di prova da fermi per le locomotive in Regno Unito.
- GWR Classe 101
- GWR No.111 "The Great Bear"
- GWR Classe 1361
- GWR Classe 2221
- GWR Classe 2800
- GWR Classe Saint
- GWR Classe 3100
- GWR Classe 3150
- GWR Classe City
- GWR Classe 3800
- GWR Classe 4000
- GWR Classe 4200
- GWR Classe 4300
- GWR Classe 4400
- GWR Classe 4500
- GWR Classe 4600
- GWR Classe 4700
- Automotrici a vapore GWR
- Automotrici elettriche a benzina GWR

## Locomotive di Charles Collett (1922-1941)

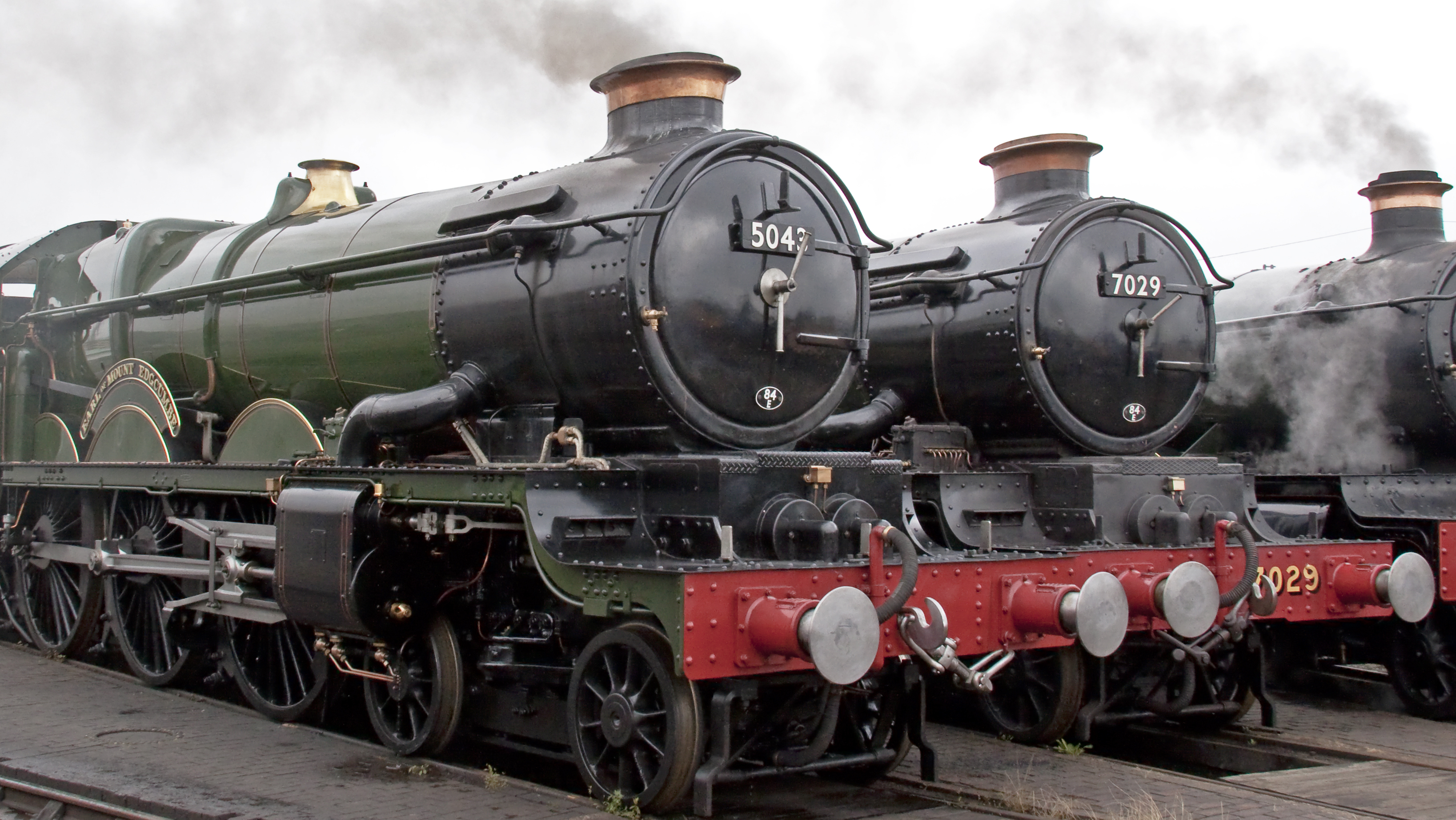
Le locomotive Classe Castle no.5043 e 7029 conservate a Tyseley.

Charles Collett divenne ingegnere capo nel 1922; sfortunatamente per lui, dovette occuparsi di controllare le locomotive delle ferrovie unite alla GWR nel 1923. Molte di queste vennero "Swindonizzate", cioè vennero ricostruite, anche parzialmente, con pezzi standard GWR. Progettò anche nuove locomotive per sostituire le Classi più vecchie.
- GWR Classe 1101
- GWR Classe 1366
- GWR Classe 4800, riclassificate nel 1946 come Classe 1400
- GWR Classe 2251
- GWR Classe 2884
- GWR Classe 3100
- GWR Classe 3200, o Classe Earl
- GWR Classe 4073, o Classe Castle
- GWR Classe 4575
- GWR Classe 4900, o Classe Hall
- GWR Classe 5101
- GWR Classe 5205
- GWR Classe 5400
- GWR Classe 5600
- GWR Classe 5700
- GWR Classe 5800
- GWR Classe 6000, o Classe King
- GWR Classe 6100
- GWR Classe 6400
- GWR Classe 6800, o Classe Grange
- GWR Classe 7200
- GWR Classe 7400
- GWR Classe 7800, o Classe Manor
- GWR Classe 8100
- Locomotive diesel da manovra GWR
- Automotrici diesel GWR

## Locomotive di Frederick Hawksworth (1941-1948)

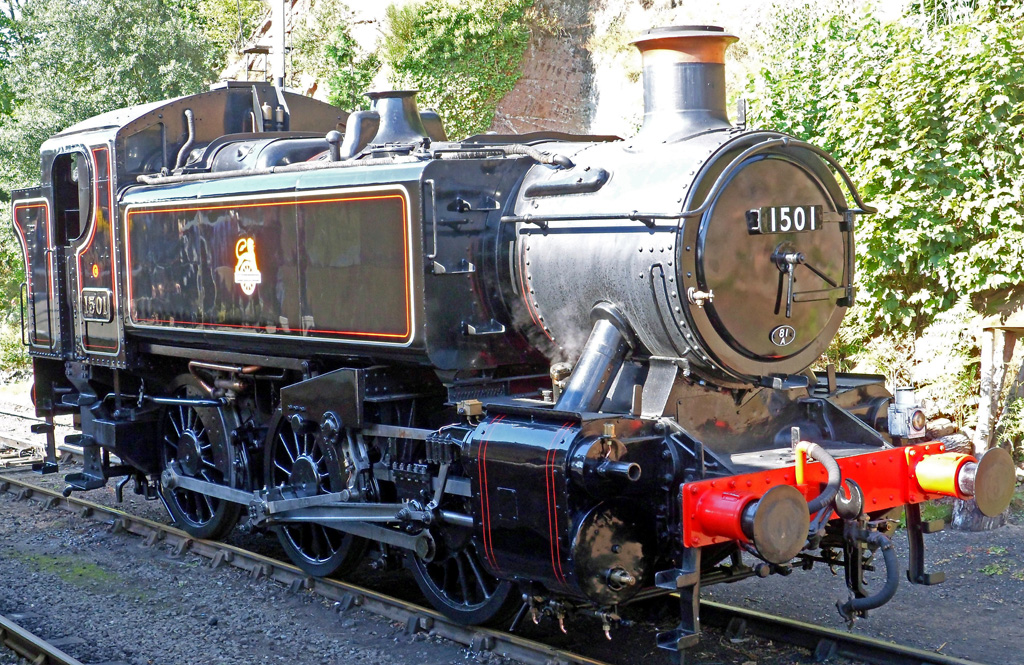
Una locomotiva GWR Classe 1500 conservata a Bewdley.

Frederick Hawksworth diventò ingegnere capo solo nel 1941, a più o meno la metà della Seconda guerra mondiale; ciò significa che progettò pochissime locomotive. Hawksworth aggiornò le Classe Hall di Collett creando le locomotive GWR Classe 6959, e progettò l'ultima classe di locomotive da due cilindri di rodiggio 4-6-0, la Classe 1000. Le loro caldaie erano basate su quelle installate sulle LMS Stanier Classe 8F.
- GWR Classe 1000
- GWR Classe 1500
- GWR Classe 1600
- GWR Classe 6959, o Classe "Modified Hall"
- GWR Classe 9400
- Locomotive diesel da manovra GWR (nº501-507, originariamente BR 15101-15107)
- Locomotive elettriche alimentate a turbina a gas